# Kohlenbach (Großache)
Der Kohlenbach ist ein rund 16 km langer linker Zufluss der Großache am Rand des Kaisergebirges in Tirol.

## Verlauf
Der Kohlenbach entspringt unterhalb der Granderalm nordwestlich von Gasteig (Gemeinde Kirchdorf in Tirol) in einer Höhe von 826 m ü. A. und fließt zunächst nach Südosten, um dann nach Norden abzubiegen. Er nimmt bei Griesenau den Engetbach sowie den Kaisertalbach aus dem Kaiserbachtal auf und fließt nach Norden durch das Kohlental. Bei Schwendt weist das ansonsten fast ebene Tal eine deutliche, vermutlich glazial bedingte Schwelle auf, die vom Kohlenbach in einem bis zu 30 m tiefen Einschnitt durchbrochen wird. Kurz vor Kössen nimmt er den Weißenbach mit dem Zufluss vom Walchsee von links auf und mündet kurz darauf in Kössen in die Großache, die hier auch Kössener Ache genannt wird.

## Einzugsgebiet und Wasserführung
Das Einzugsgebiet des Kohlenbachs beträgt 109,8 km². Der höchste Punkt im Einzugsgebiet ist die Ackerlspitze im Wilden Kaiser mit 2329 m ü. A.
Der mittlere Abfluss am Pegel Schwendt-Unterbichl, 7,05 km oberhalb der Mündung, beträgt 2,65 m³/s, was einer relativ hohen Abflussspende von 55,3 l/s·km² entspricht. Der Kohlenbach weist ein nivales Abflussregime mit einer geringen Amplitude auf, das von der Schneeschmelze in den höheren Lagen des Einzugsgebietes geprägt ist. Der mittlere Abfluss ist im wasserreichsten Monat April (3,53 m³/s) rund doppelt so hoch wie im wasserärmsten Monat Februar (1,74 m³/s).

## Ökologie
Der Kohlenbach wird im Oberlauf als natürlich oder naturnah eingestuft, oberhalb von Schwendt ist er verbaut oder naturfern. Unterhalb ist sein Verlauf bis auf das Ortsgebiet von Kössen wieder natürlich. Er weist durchgehend Gewässergüteklasse I-II auf (Stand 2005).